# Temporada 1906 de las Grandes Ligas de Béisbol
La Temporada 1906 de las Grandes Ligas de Béisbol fue la sexta temporada de la Liga Americana y la tercera con Serie Mundial. Los Cachorros de Chicago obtuvieron un récord de 116 partidos ganados contra 36 perdidos. Su porcentaje de victorias fue de .763 siendo uno de los más alto en la era moderna. Sin embargo perdieron la Serie Mundial contra los Medias Blancas de Chicago.
| Liga Americana |                        |    |     |      |      |
| Rank           | Club                   | G  | P   | PG % | GB   |
|                |                        |    |     |      |      |
| 1º             | Chicago White Sox      | 93 | 58  | .616 | --   |
| 2º             | New York Highlanders   | 90 | 61  | .596 | 3.0  |
| 3º             | Cleveland Naps         | 89 | 64  | .582 | 5.0  |
| 4º             | Philadelphia Athletics | 78 | 67  | .538 | 16.0 |
| 5º             | St. Louis Browns       | 76 | 73  | .510 | 17.0 |
| 6º             | Detroit Tigers         | 71 | 78  | .477 | 21.0 |
| 7º             | Washington Senators    | 55 | 95  | .367 | 37.5 |
| 8º             | Boston Americans       | 49 | 105 | .318 | 46.5 |

| Liga Nacional |                       |     |     |      |      |
| Rank          | Club                  | G   | P   | PG % | GB   |
|               |                       |     |     |      |      |
| 1º            | Chicago Cubs          | 116 | 36  | .763 | --   |
| 2º            | New York Giants       | 96  | 56  | .631 | 20.0 |
| 3º            | Pittsburgh Pirates    | 93  | 60  | .608 | 23.5 |
| 4º            | Philadelphia Phillies | 71  | 82  | .464 |      |
| 5º            | Brooklyn Superbas     | 66  | 86  | .434 |      |
| 6º            | Cincinnati Reds       | 64  | 87  | .424 |      |
| 7º            | St Louis Cardinals    | 52  | 98  | .347 |      |
| 8º            | Boston Beaneaters     | 49  | 102 | .324 |      |

## Serie Mundial 1906
Los Media Blancas le ganaron 4 a 2 a los Cubs.
| Juego | Resultado                               | Fecha      | Lugar           | Asistencia |
| ----- | --------------------------------------- | ---------- | --------------- | ---------- |
| 1     | Chicago White Sox - 2, Chicago Cubs - 1 | October 9  | West Side Park  | 12,693     |
| 2     | Chicago Cubs - 7, Chicago White Sox - 1 | October 10 | South Side Park | 12,595     |
| 3     | Chicago White Sox - 3, Chicago Cubs - 0 | October 11 | West Side Park  | 13,667     |
| 4     | Chicago Cubs - 1, Chicago White Sox - 0 | October 12 | South Side Park | 18,385     |
| 5     | Chicago White Sox - 8, Chicago Cubs - 6 | October 13 | West Side Park  | 23,257     |
| 6     | Chicago Cubs - 3, Chicago White Sox - 8 | October 14 | South Side Park | 19,249     |

|                                                           |
| Campeón de las Grandes Ligas Chicago White Sox 1.º título |